# Adam et Ève (Cranach, 1509)
Pour les articles homonymes, voir Adam et Ève.
Adam et Ève est une gravure sur bois réalisée en 1506 par l'artiste de la Renaissance allemande Lucas Cranach l'Ancien (1472-1553).

## Iconographie
L'influence d'Albrecht Dürer est nettement perceptible dans Adam et Ève dont le sujet peut apparaitre comme une réponse au magistral burin d'Adam et Ève de 1504 de Dürer, en transposant toutefois le couple dans le monde réel. 

## Analyse
Lucas Cranach y introduit en outre des références à d'autres compositions de Dürer. Sans être indifférent au défi posé par la représentation des corps nus, Lucas Cranach ne suit pas totalement Dürer dans sa quête des proportions idéales. En revanche, il semble vouloir rivaliser avec lui dans le domaine de la représentation de la nature, où Dürer excelle. Le lion et le cerf du premier plan, véritables morceaux de bravoure, tendent à éclipser le sujet principal de l'estampe, tandis que plusieurs autres cervidés et chevaux animent l'ensemble de la composition. Sa nature est toutefois sauvage et ancrée dabs une certaine quotidienneté.
Lucas Cranach, qui avait pour habitude d'accompagner les membres de la cour de Wittemberg lors des grandes chasses, montre ici toute sa virtuosité dans la représentation du monde animal et de la nature à l'état sauvage. Ses animaux semblent tout droit sortis des forêts giboyeuses de Saxe, alors que ceux de Dürer sont davantage empreints d'une sérénité classicisante.

## Postérité
Dürer s'est peut-être à son tour laissé inspirer par Cranach : le majestueux lion paisiblement allongé au premier plan de son Saint Jérôme dans sa cellule, rappelle celui de cette œuvre.